# Osvaldo Santoro
Osvaldo Santoro (Buenos Aires, 19 de febrero de 1948) es un actor, escritor argentino y exconcejal de Tres de Febrero.

## Biografía
Ganó el premio “Martín Fierro” al mejor actor de reparto de la televisión Argentina del año 1995, el  premio “Carlos Carella” de la Asociación Argentina de Actores como mejor actor de cine del Festival Mar del Plata año 2005 por la película Cautiva, y el premio “Pablo Podestá” del Honorable Senado de la Nación a la trayectoria otorgado por la Asociación Argentina de Actores.
Es autor de diversas obras, entre las que destacan la novela Cementerio de Caracoles, el  guion Una sombra ya pronto serás, para la serie Poliladron, el guion fílmico de Poliladron y el guion fílmico de Cementerio de Caracoles. Asimismo es autor de los cuentos Primavera en Mataderos, Un viaje desprolijo, La agonía, De rodillas, y coautor de la obra teatral Pequeños fantasmas.
Fui Concejal por el PJ del partido 3 de febrero entre el 2013 y el 2017, y terminé siendo Presidente de la Comisión de Educación y Cultura.
https://www.vivieloeste.com.ar/osvaldo-santoro-actor-politico-y-vecino-de-tres-de-febrero
Entre 2021 y 2023 fue el vicepresidente de RTA.

## Trayectoria

### Cine
Actuó en las siguientes películas:
- Los traidores (1973)
- Fiebre amarilla (1982)
- Espérame mucho (1983)
- Asesinato en el Senado de la Nación (1984) … Torturador
- Expreso a la emboscada (1986) … Cabo Gómez
- El camino del sur (1988) … Rufino
- Sur (1988)
- Alguien te está mirando (1988)
- Vivir mata (1991)
- De mi barrio con amor (1995)
- Moebius (1996)
- La furia (1997) … Cara de Goma
- Corazón iluminado (1998) … Marido de Ana
- Buenos Aires me mata (1998)
- El fueye (cortometraje) (1999)
- Lugares comunes (2002)
- Cautiva (2004) … Pablo Quadri
- Solo un ángel (2005)…Luis Salvatierra
- El cine de Maite (2008)
- La leyenda (2008) … Teté
- La vida empieza hoy (2010)
- Séptimo (2013)
- El faro de las orcas (2016)
- ¿Qué puede pasar? (2018)
- Al tercer día (2021)
- Yo, traidor (2022)

### Televisión
- ¿Dónde queda el paraíso? telefilm (1993)
- Convivir (ATC)
- La fiesta (Canal 11)
- María de nadie (Canal 11)
- Hombres de ley (ATC)
- La bonita página (ATC)
- Fulanas y Menganas (ATC)
- La fiaca (Canal 13)
- Ciencia Técnica (Canal 11)
- Di Maggio (Canal 13)
- Una aventura de Coplan en la Argentina (Canal 2 de París)
- El oro y el barro (coproducción con TVE)
- Tango (miniserie española)
- Mi cuñado (Telefe)
- Poliladron (Canal 13)
- Cartas de amor en cassettes (ATC)
- RRDT (Canal 13)
- Casa Natal (Canal América)
- Los fiscales (Telefe)
- Gasoleros (Canal 13)
- Campeones de la vida (Canal 13)
- El Club de la Comedia (Canal 13)
- Cuatro amigas (Telefe)
- El Hacker (Telefe)
- Tiempo final (Telefe)
- Culpables (Canal 13)
- Un cortado (Canal 7)
- Los simuladores (Telefe)
- Kachorra (Telefe)
- Costumbres argentinas (Telefe)
- Los secretos de papá (Canal 13)
- Media falta (Canal 13)
- Mujeres asesinas (Canal 13)
- ¿Quién es el jefe? (Telefé)
- Amor mío (Telefé)
- Se dice amor (Telefé)
- El hombre que volvió de la muerte (Canal 13)
- Ciega a citas (Canal 7)
- Contra las cuerdas (Canal 7)
- Un año para recordar (Telefé)
- Historias de corazón (Telefé)
- Las palomas y las bombas
- Cuéntame cómo pasó (Tv Pública)
- Rizhoma Hotel (Telefé)

### Teatro
- Mamá Culepina, de García Velloso.
- Los silencios, de Pedro Vargas.
- Barranca abajo.
- El pan de la locura.
- Cyrano de Bergerac.
- Las tres hermanas.
- Woyzeck.
- Amadeus.
- Juan Moreira.
- Puesta en claro.
- Don Chicho.
- Molino Rojo.
- La Misión.
- Una pasión sudamericana.
- El barrio del ángel gris.
- Hamlet.
- Memorias del Infierno.
- Mil años y un día.
- Volvió una noche.
- Tratala con cariño.
- El último domingo.
- La piel.
- Porteños.
- La boca lastimada.
- Pequeños fantasmas.
- Lejana tierra mía.
- La prueba.
- Almas gemelas.
- La celebración.
- Idénticos.
- Madre coraje.